# Asari-Toru
Asari-Toru é uma área de governo local do estado de Rios, na Nigéria, com sede em Buguma. Tem 113 quilômetros quadrados e de acordo com o censo de 2016, havia 308 800 residentes.